# ینس کیدمن
ینس کیدمن (به سوئدی: Jens Kidman) (زاده ۸ ژوئن ۱۹۶۶) یک خواننده متال سوئدی است که بیشتر به خاطر فعالیتش به عنوان خواننده اصلی در گروه مشوگا شناخته شده‌است. او به جهت فریادها و جیغ‌های بسیار خشن و حضور منحصر به فرد خود در صحنه کاملاً مشهور است.